# 1. februar
1. februar je 32. dan leta v gregorijanskem koledarju. Ostaja še 333 dni (334 v prestopnih letih).

## Dogodki
- 1884 – Izide prvi del Oxford English Dictionary od A do Ant.
- 1896 – v Torinu prvič uprizorjena Puccinijeva opera La Bohème
- 1917 – pričetek nemške totalne pomorske vojne
- 1918 – začetek vstaje mornarjev v Boki Kotorski
- 1930 – v Sovjetski zvezi razlastijo in internirajo kulake
- 1942 – Vidkun Quisling je imenovan za norveškega ministrskega predsednika
- 1943 – sovjetska ofenziva na Azovskem morju in v Ukrajini
- 1945 – 8. februar razglašen za slovenski kulturni praznik
- 1953 – katastrofalne poplave prizadenejo Nizozemsko
- 1957 – Felix Wankel izumi Wanklov motor
- 1958 – Egipt in Sirija se združita v Združeno arabsko republiko
- 1979 – Homeini se zmagoslavno vrne v Iran
- 1985 – Grenlandija je izstopila iz članstva v Evropski gospodarski skupnosti
- 1991 – ustanovitev Mlade liberalne demokracije
- 2003 – nesreča raketoplana Columbia
- 2005 – Slovenija ratificira evropsko ustavno pogodbo

## Rojstva
- 1261 – Walter de Stapledon, angleški diplomat, škof Exterja († 1326)
- 1352 – Edmund Mortimer, 3. grof March, grof Ulsterja († 1381)
- 1459 – Konrad Celtis, nemški humanist, pesnik († 1508)
- 1659 – Jakob Roggeveen, nizozemski raziskovalec († 1729)
- 1749 – Franz Xaver von Salm-Reifferscheidt-Krautheim, avstrijski kardinal († 1822)
- 1768 – Jacques Lauriston, francoski maršal († 1828)
- 1798 – Franz von Hauslab, avstrijski general, kartograf, geolog († 1883)
- 1801 – Thomas Cole, angleško-ameriški slikar († 1848)
- 1844 – Eduard Adolf Strasburger, nemški biolog († 1912)
- 1859 – Victor Herbert, irsko-ameriški skladatelj († 1924)
- 1874 – Hugo von Hofmannsthal, avstrijski pesnik, dramatik, pisatelj († 1929)
- 1878 – Alfréd Hajós, madžarski športnik († 1955)
- 1882 – Vladimir Dimitrov - Maistora, bolgarski slikar († 1960)
- 1882 – Louis Stephen St. Laurent, kanadski predsednik vlade († 1973)
- 1884 – Jevgenij Zamjatin, ruski pisatelj († 1937)
- 1889 – Crisanto Luque Sánchez, kolumbijski kardinal († 1959)
- 1895 – Sean Aloysius O'Feeney O'Fearna - John Ford, ameriški filmski režiser († 1973)
- 1896 – Alfonso Caso y Andrade, mehiški arheolog († 1970)
- 1901 – William Clark Gable, ameriški filmski igralec († 1960)
- 1902 – James Mercer Langston Hughes, ameriški pisatelj, pesnik, dramatik († 1967)
- 1902 – Jovan Karamata, srbski matematik († 1967)
- 1905 – Lloyd Viel Berkner, ameriški fizik, inženir († 1967)
- 1905 – Emilio Gino Segrè, italijansko-ameriški fizik († 1989)
- 1928 – Milan Kreslin, slovenski računovodja in glasbenik
- 1931 – Boris Nikolajevič Jelcin, ruski predsednik († 2007)
- 1939 – Fritjof Capra, avstrijsko-ameriški fizik
- 1941 – Anatolij Firsov, ruski hokejist († 2000)
- 1971 – Zlatko Zahovič, slovenski nogometaš
- 1973 – Tatjana Doma, slovenska dramaturginja
- 1979 – Rachelle Lefevre, kanadska filmska in televizijska igralka
- 1979 – Aino Kaisa Saarinen, finska smučarska tekačica
- 1980 – Aleksander Šeliga, slovenski nogometaš
- 1984 – Darren Fletcher, škotski nogometaš
- 1988 – Brett Anderson, ameriški bejzbolist
- 1994 – Harry Styles, član skupine One direction

## Smrti
- 1198 – Valram I., nemški plemič, grof Nassaua (* 1146)
- 1222 – Aleksej I. Megas Komnen, trapezuntski cesar (* 1182)
- 1248 – Henrik II., vojvoda Brabanta (* 1207)
- 1308 – Herman Brandenburški, mejni grof Brandenburg-Salzwedela (* 1275)
- 1328 – Karel IV., francoski kralj (* 1294)
- 1502 – Olivier de La Marche, burgundski zgodovinar, pesnik (* okoli 1425)
- 1542 – Girolamo Aleandro, italijanski kardinal (* 1480)
- 1691 – Papež Aleksander VIII., italijanski kardinal in papež (* 1610)
- 1733 – Avgust II. Močni, saški volilni knez, poljski kralj (* 1670)
- 1761 – Pierre François Xavier de Charlevoix, francoski popotnik, zgodovinar (* 1682)
- 1851 – Mary Shelley, angleška pisateljica (* 1797)
- 1870 – Auguste Regnaud de Saint-Jean d'Angély, francoski maršal (* 1794)
- 1878 – George Cruikshank, angleški ilustrator in karikaturist (* 1792)
- 1885 – Sidney Gilchrist Thomas, britanski metalurg, izumitelj (* 1850)
- 1903 – George Gabriel Stokes, irski fizik in matematik (* 1819)
- 1905 – Oswald Achenbach, nemški slikar (* 1827)
- 1908 – Carlos I., portugalski kralj (* 1863)
- 1923 – Ernst Troeltsch, nemški protestantski teolog, sociolog in filozof (* 1865)
- 1937 – Hekigoto Kavahigaši, japonski pesnik (* 1873)
- 1944 – Piet Mondrian, nizozemski slikar (* 1872)
- 1945 – Johan Huizinga, nizozemski zgodovinar (* 1872)
- 1957 – Friedrich Paulus, nemški feldmaršal (* 1890)
- 1958 – Clinton Joseph Davisson, ameriški fizik (* 1881)
- 1963 – John Francis D'Alton, irski kardinal (* 1882)
- 1966 – Joseph Francis »Buster« Keaton, ameriški komik (* 1895)
- 1970 – Blaž Arnič, slovenski skladatelj (* 1901)
- 1971 – Sultan Amet-Han, sovjetski vojaški pilot (* 1920)
- 1976 – Werner Karl Heisenberg, nemški fizik, filozof, nobelovec 1932 (* 1901)
- 1981 – Morris Weitz, ameriški filozof (* 1916)
- 1995 – Karl Gruber, avstrijski diplomat in politik (* 1909)
- 2007 – Gian Carlo Menotti, ameriški skladatelj italijanskega rodu (* 1911)
- 2021 – Dustin Diamond, ameriški igralec (* 1977)

## Goduje
- sveti Ignacij Antiohijski
- sveti Pionij
- sveta Brigita